# Perfect Illusion
„Perfect Illusion“ е песен на американската певица Лейди Гага. Издадена е като пилотен сингъл от петия ѝ студиен албум, „Joanne“, на 9 септември 2016 г., чрез Interscope. Гага композира и продуцира песента с Марк Ронсън, Кевин Паркър и BloodPop.
Песента получава смесени оценки от критиците, като много я сравняват с музиката на Брус Спрингстийн.

## Музикално видео
Лейди Гага прекарва два дни в пустиня край Лос Анджелис, снимайки видео към песента. Режисьори са Рут Хогбен и Андреа Гелардин, които заснемат и обложката на сингъла. Моден директор на проекта е стилистът на Гага, Брандън Максуел. Видеото е реализирано, по време на премиерата на Кралици на ужаса по FOX, като по-късно е добавено във Vevo акаунта на Гага. В клипа се появяват и останалите продуценти на песента.

## Изпълнения на живо и медийни изяви
За пръв път, Гага изпълнява песента в клуб в Лондон на 10 септември 2016 г., докато промотира сингъла във Великобритания. „Perfect Illusion“ звучи и в тийзър към Зловеща семейна история: Роаноук, излъчван многократно по телевизонните канали в САЩ. След премиерата си на 9 септември, австралийска радиостанция решава да отдели цял следобед на песента и тя звучи нон стоп в ефир в продължение на няколко часа.
|  | Тази страница частично или изцяло представлява превод на страницата Perfect Illusion в Уикипедия на английски. Оригиналният текст, както и този превод, са защитени от Лиценза „Криейтив Комънс – Признание – Споделяне на споделеното“, а за съдържание, създадено преди юни 2009 година – от Лиценза за свободна документация на ГНУ. Прегледайте историята на редакциите на оригиналната страница, както и на преводната страница, за да видите списъка на съавторите. ВАЖНО: Този шаблон се отнася единствено до авторските права върху съдържанието на статията. Добавянето му не отменя изискването да се посочват конкретни източници на твърденията, които да бъдат благонадеждни. |